# ク山県
朐山県（くざん-けん）は中華人民共和国江蘇省にかつて存在した県。現在の連雲港市南西部に相当する。
秦代に設置された朐県を前身とする。始皇帝は治世の35年（紀元前222年）に、朐界の海上に石を建て、秦の東門とした。2本の石の柱を立て、海に向けた門の形をとったようである。
漢代には東海郡に属した。南北朝時代になると宋により廃止されるが、梁により招遠県として再設置、その後東魏により朐県、北周により朐山県と改称され、朐山郡の郡治とされた。隋代から宋代にかけては海州の州治とされていたが、明朝が成立すると洪武初年に廃止された。